# Прво београдско певачко друштво
Прво београдско певачко друштво је најстарији хор у Србији. Основан је на празник Св. Василија Великог, 14. јануара 1853. године у Београду, престоници вазалне Кнежевине Србије. Од певачког друштва које је основала група грађана хор је прерастао у истинску националну институцију.

## Хоровође
- Милан Миловук (1853—1857, 1859—1860, 1864—1865, 1870)
- Корнелије Станковић (1863—1864)
- Даворин Јенко (1865—1869, 1870—1872, 1873—1875, 1877)
- Драгa Миловановић (1872—1873)[1]
- Јосиф Дусла
- Антоније Цимбрић
- Драго Миловановић
- Фердинанд Мелхер
- Пера Димић (1881)
- Јосиф Маринковић (1881—1887)
- Стеван Мокрањац (1887—1914)
- Драгутин Покорни (1914)
- Милоје Милојевић (1910–1913)
- Станислав Бинички
- Стеван Христић (1919—1920)
- Коста Манојловић (1919—1931)
- Ловро Матачић (1932)
- Предраг Милошевић (1932—1941)
- Александар Гавански
- Војислав Илић
- Светолик Пашћан-Којанов
- Димитрије Стефановић
- Душан Миладиновић
- Георгије Максимовић
- Александар Вујић (1981—1985, 2003)
- Лука Гавриловић
- Бојан Суђић
- Дивна Љубојевић (1989—1991)
- Владимир Милосављевић
- Светлана Вилић (2004—2024)
- Бојан Стојчевић (2024— )

## Историјат
Првобитна намена је била ради „забаве, међусобног уживања и обучавања у музици”, како би употпунили скроман културни и друштвени живот у Београду.
Први период Друштво је на репертоару имало једноставне композиције за мушки хор, немачких, мађарских и чешких аутора. преокрет настаје доласком Корнелија Станковића који уводи нову садржину концертних програма. То су српске народне песме и композиције других словенских аутора.
Од 1893. године дотадашња концертна пракса у добротворне сврхе у Београду и понеким местима Србије прераста и у турнеје изван Краљевине Србије, прво у југословенске градове под аустроугарском управом (Дубровник, Котор, Сремска Митровица) и турском влашћу (Скопље, Врање) а затим и у даља инострана места (Солун, Будимпешта, Софија, Пловдив, Цариград, Москва, Петроград…).
Своје златно доба Друштво је доживело током тридесетогодишњег рада најчувенијег српског композитора, Стевана Стојановића Мокрањца, у својству уметничког руководиоца и диригента.
Године 1899. чланови Првог београдског певачког друштва основали су Српску музичку школу, најстарију музичко-педагошку институцију у Србији. данас је то Музичка школа „Мокрањац” у Београду. Хоровођа је у то време био управо Стеван Мокрањац. За чланове Савета Школе и наставнике, постављени су Стеван Мокрањац, Станислав Бинички и Цветко Манојловић. Први директор Српске музичке школе био је Стеван Мокрањац, који је ту дужност вршио све до своје смрти 29. септембра 1914. године.

## Делатност
Хор је певао пред највећим владарима Европе, одржавао добротворне концерте, школовао талентоване музичаре, помагао сиромашне ђаке, ратнике ослободилачких ратова.
ПБПД поседује историјски изузетно вредан архив и најбогатију нототеку у земљи. Редовно пева на недељним и празничним богослужењима у Саборном храму у Београду. Под највишом је заштитом и покровитељством Његове Светости Патријарха Српског. покровитељи Друштва били су током историје српски кнежеви и краљеви, а од 1945. године до данас, Прво београдско певачко друштво је под највишом заштитом Српске православне цркве и покровитељством Његове Светости Патријарха српског.
Од 1867. године, на молбу митрополита Србије Михаила, прво са прекидима, а од 1881. године редовно, певају на богослужењима, углавном Литургијама у Саборној цркви у Београду.